# Kibramoa
Kibramoa is een geslacht van spinnen uit de familie Plectreuridae.

## Soorten
- Kibramoa guapa Gertsch, 1958
- Kibramoa hermani Chamberlin & Ivie, 1935
- Kibramoa isolata Gertsch, 1958
- Kibramoa madrona Gertsch, 1958
- Kibramoa paiuta Gertsch, 1958
- Kibramoa suprenans (Chamberlin, 1919)
  - Kibramoa suprenans pima Gertsch, 1958
- Kibramoa yuma Gertsch, 1958